# Башня Азинелли
Башня Азинелли (итал. La torre Asinelli) — средневековая башня в итальянском городе Болонья. Вместе с соседней башней Гаризенда (Garisenda), получившей огромную известность благодаря непреднамеренному наклону более чем на 2 метра, является символом города. Кроме того, башня Азинелли — самая высокая из всех падающих башен.

## Характеристики

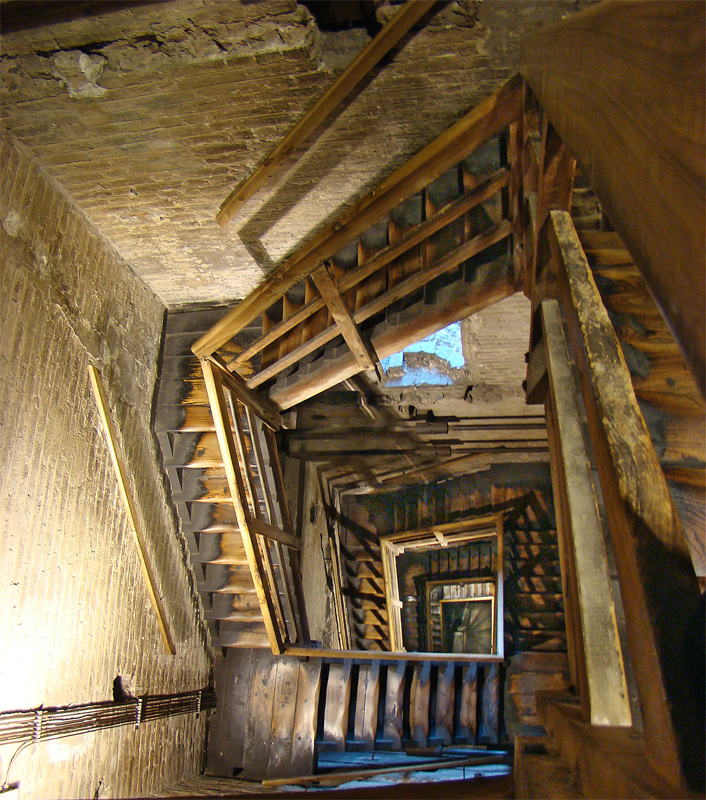
Внутренняя деревянная лестница

Башня Азинелли находится в самом центре города Болонья, на пересечении пяти улиц, в двух шагах от «сердца» Болоньи — базилики Сан-Петронио. С высотой 97,2 м, башня является самым высоким строением исторического центра Болоньи и самой высокой из «падающих башен». Ещё при строении башня начала отклоняться, и сегодня этот наклон составляет 1,3 °, со смещением на 2,2 м в верхней части. Соседняя башня Гаризенда из-за своего наклона на 3 м трижды была укорочена, и на сегодняшний день её высота — 48 м. Наклон двух башен обусловлен тем, что при их постройке не были соблюдены технологии строительства.
Башня является туристической достопримечательностью, символом города, и открыта для туристов, в отличие от своей менее высокой соседки. На смотровую площадку ведёт внутренняя деревянная лестница из 498 ступенек, закрученная спиралью вдоль стен.

## История

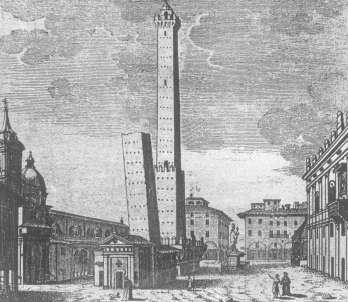
Рисунок двух башен в 1767 году

В средние века среди богатых семей Болоньи было очень популярно строительство башен. Исследователи связывают возведение башен в Болонье с периодом Борьбы за инвеституру (наиболее значительный конфликт между церковью и светской властью в средневековой Европе). Кроме того, что башни символизировали мощь своего владельца, они также исполняли защитные и жилые функции. В XII — XIII веках в городе, согласно некоторым источникам, насчитывалось более 100 башен, с течением времени многие башни были разрушены или обрушились сами, и до наших дней сохранилось около двадцати строений. Азинелли (97 м) и Гаризенда (48 м) — наиболее известные из болонских башен.
Точной даты постройки башни Азинелли нет, но считается, что строительство началось между 1109 и 1119 годами. Однако первый документ, упоминающий башню Азинелли, датируется только 1185 годом, почти через семьдесят лет после предполагаемой даты строительства. Название башни происходит от семьи, которой традиционно приписывается строительство этого сооружения. В XIV веке владельцами башни Азинелли стали городские власти. C тех пор башня использовалась и как тюрьма, и как крепость. Между двумя башнями, на высоте 30 м над землёй, был построен деревянный переход (сгорел при пожаре 1398 года). В 1488 году у основания башни была построена маленькая крепость, служившая караульней для солдат. Ученый XVIII века Джованни Гульельмо проводил различные научные эксперименты на башне Азинелли, изучая гравитацию. В XX веке, во время Второй мировой войны, башня использовалась в качестве пункта наблюдения, а позже в качестве телевизионной вышки.

## Легенда
Существует и романтическая версия строительства башни Азинелли. В начале XI века в Болонье жил один бедный юноша. У него было несколько вьючных ослов, за что его и звали Азинелли («asino» — осёл). Он доставлял с реки Рено щебень и песок для строительных работ в городе. Однажды он увидел в окне одного дворца прекрасную девушку и влюбился так сильно, что решился просить у её отца, богатого и знатного господина, разрешения на свадьбу. Отец ответил шуткой на просьбу юноши: «Когда построишь самую высокую башню в городе, отдам тебе в жёны мою дочь». Бедный молодой человек расстроился, жизнь ему стала не в радость. Но однажды, работая на реке, юноша обнаружил клад золотых монет. Не теряя времени, он нанял строителей, и когда через девять лет в центре Болоньи выросла самая высокая башня, юноша Азинелли смог, наконец, жениться на своей избраннице.

## Болонские башни в литературе
Соседняя башня Гаризенда упоминается в «Божественной комедии» Данте:
Как Гаризенда, если стать под свес,
Вершину словно клонит понемногу
Навстречу туче в высоте небес...“